# Tiên đề đếm được
Các tiên đề đếm được là hai tiên đề trong tô pô về tính đếm được của một số cấu trúc liên quan nhất định. Một không gian tô-pô có thể thỏa mãn hoặc không các tiên đề này.

## Các tiên đề đếm được
- Tiên đề 1. Không gian tôpô được gọi là thỏa mãn tiên đề đếm được thứ nhất nếu mọi điểm đều có một cơ sở lân cận đếm được. Các không gian thỏa mãn tiên đề đếm được thứ nhất được gọi là các không gian đếm được bậc nhất.
- Tiên đề 2. Không gian tôpô được gọi là thỏa mãn tiên đề đếm được thứ hai nếu nó có một cơ sở đếm được. Một không gian tô-pô thỏa mãn tiên đề đếm được thứ hai cũng là một không gian khả ly.[1] Các không gian thỏa mãn tiên đề đếm được thứ hai được gọi là các không gian đếm được bậc hai.

## Tính chất
- Tiên đề đếm được thứ hai ngụ ý tiên đề đếm được thứ nhất. Thật vậy, các tập mở chứa điểm {\displaystyle x} trong cơ sở đếm được tạo thành một cơ sở lân cận đếm được của {\displaystyle x}, với mọi điểm {\displaystyle x} trong không gian tô-pô.